# Val Resia
Le val Resia (Rosajanska Dolina en résian, Rezijanska Dolina en slovène, Val Resie en frioulan) est une vallée alpine située dans les Alpes juliennes. Orientée est-ouest, longue de dix-huit kilomètres, la vallée est dominée au sud-ouest par la crête des monts Musi (1 869 m) et par le mont Plauris (1 959 m) et à l'est par le mont Kanin (2 587 m). La large vallée morainique est traversée par le torrent Resia. Elle abrite le comune sparso de Resia.